# Marcelle Chantal

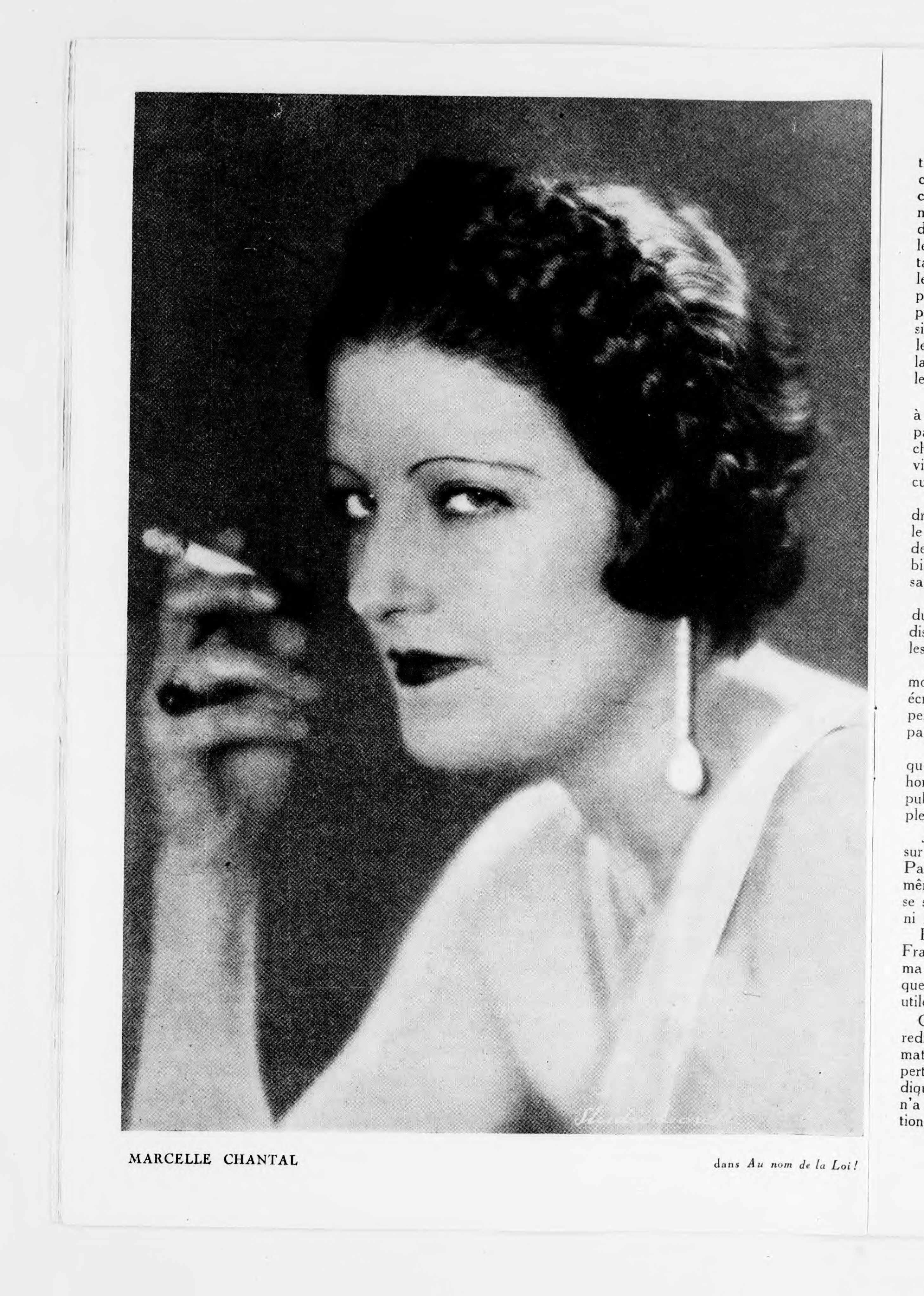
Marcelle Chantal (1932)

Marcelle Chantal (* 9. Februar 1901 in Paris; † 11. März 1960 ebenda) war eine französische Schauspielerin und Sängerin.

## Leben
Marcelle Chantal wurde als Marcelle Jenny Chantal Pannier (oder Chantal-Pannier) und als Tochter eines reichen Bankiers geboren. Mit fünfzehn Jahren sollte sie bereits eine Filmkarriere beginnen, doch dieser Vorschlag Marcel L’Herbiers, der mit der Familie Pannier befreundet war, stieß nicht auf die Zustimmung ihrer Mutter.
Am 5. April 1921 verlobte sie sich mit dem Rennstallbesitzer Jefferson Davis Cohn. Daraufhin erhielt sie doch noch die Erlaubnis, auf L'Herbiers Vorschlag zurückzukommen, und drehte im Jahr 1919 Le Carnaval des vérités. In den folgenden Jahren war sie an verschiedenen Theatern in Paris tätig.
1929 erhielt sie als Marcelle Jefferson-Cohn die Rolle der Komtesse de la Motte in L'affaire du collier de la reine nach dem Roman von Dumas. Dies bedeutete ihren Durchbruch im Filmgeschäft; innerhalb des nächsten Jahrzehnts war sie als Filmschauspielerin höchst beschäftigt. Die Ehe mit Cohn wurde allerdings in dieser Zeit geschieden. Während des Zweiten Weltkriegs befand sie sich in der Schweiz. Nach ihrer Rückkehr nach Frankreich konnte sie an die früheren Erfolge nicht mehr anknüpfen. Sie zog sich ins Privatleben zurück. Marcelle Chantal starb an einem Krebsleiden und wurde auf dem Friedhof von Montmartre beerdigt.

## Filmografie
- 1920: Le carnaval des vérités
- 1929: Le collier de la reine
- 1930: Le secret du docteur
- 1930: Toute sa vie
- 1930: La tendresse
- 1931: La vagabonde
- 1931: Les vacances du diable
- 1931: Le réquisitoire
- 1932: Au nom de la loi
- 1933: Hélène
- 1934: Amok
- 1935: Baccara
- 1935: Antonia, romance hongroise
- 1936: Nitchevo
- 1936: La porte du large
- 1936: La gondole aux chimères
- 1937: A Romance in Flanders
- 1937: L’île des veuves
- 1938: La tragédie impériale
- 1938: L’affaire Lafarge
- 1939: Jeunes filles en détresse
- 1949: Fantômas contre Fantômas
- 1950: Chéri
- 1950: Julie de Carneilhan